# Couteau de Gebel el-Arak
Le couteau du Gebel el-Arak ou poignard « du Gebel el-Arak » est un couteau en ivoire d'éléphant, et non d’une dent d'hippopotame comme on l’a cru au départ, et en silex datant de la fin de la période Nagada II d (vers 3450-3400 av. J.-C.) en Égypte. C'est l'une des œuvres majeures de cette période. Il est conservé au musée du Louvre qui l'a acquis en 1914.
Il a été acheté au Caire par Georges Aaron Bénédite en 1914 pour le compte du musée du Louvre, où il est aujourd'hui exposé (aile Sully). Au moment de son acquisition, le vendeur prétend que le couteau avait été trouvé sur le site de Gebel el-Arak, mais il est aujourd'hui admis qu'il est plus probable qu'il ait été trouvé à Abydos en Haute-Égypte.

## Acquisition du couteau
Le couteau de Gebel el-Arak est acheté pour le compte du musée du Louvre par le philologue et égyptologue Georges Aaron Bénédite en février 1914 auprès de M. Nahman, antiquaire au Caire.
Bénédite reconnaît immédiatement l'extraordinaire état de conservation de l'artefact ainsi que son caractère archaïque. Le 16 mars 1914, il écrit à Charles Boreux, alors à la tête du Département des Antiquités égyptiennes du Louvre, à propos du couteau que l'antiquaire lui a présenté.
Au moment de l'acquisition, la poignée et la lame du couteau sont séparés et le vendeur n'avait pas réalisé que les deux parties s'emboîtaient. Par la suite, Charles Boreux propose que le couteau soit reconstitué et que la lame et le manche soient réassemblés. Ces opérations sont effectuées en mars 1933 par Léon André qui travaille principalement à la consolidation de l'ensemble et traite l'ivoire de la poignée pour sa conservation. Une deuxième restauration du couteau a été effectuée en 1997 par Agnès Cascio et Juliette Lévy.

## Origine
Au moment de l'acquisition par Bénédite, le vendeur prétend que le manche du couteau provenait du site de Gebel el-Arak (en arabe : جبل العركى), un plateau situé près du village de Nag Hammadi, à 40 km au sud d'Abydos. Cependant, la véritable origine de la lame du couteau est donnée par Bénédite dans sa lettre à Charles Boreux. Il écrit :

« […] le vendeur ne se doutait pas que le silex [lame] appartenait à la poignée et me le présenta comme provenant de fouilles récentes à Abydos. »

Que le couteau provienne, en effet, d'Abydos est supporté par l'absence totale de découvertes archéologiques sur le site de Gebel el-Arak, tandis que les fouilles intenses menées par Émile Amélineau, Flinders Petrie, Édouard Naville et Thomas Eric Peet avaient lieu au moment de l'achat à Umm el-Qa'ab, la nécropole des monarques prédynastiques et des premières dynasties.

## Description
Le couteau mesure 25,50 cm de long et se compose de deux parties : une lame en silex et un manche en ivoire en canine d'éléphant . Le couteau ne présente aucune trace d'usure, ce qui indique qu'il n'a jamais servi : c'était en fait un objet d'apparat, ce que confirme son décor d'une grande richesse et le travail très fin de la lame, qui n'auraient pas eu lieu d'être pour un objet à but utilitaire. La lame est parfaitement polie d'un côté, alors que de l'autre elle est taillée et dotée d'un réseau de dentelures sur le bord. Elle mesure 16 cm tandis que le manche fait lui 9 cm. Celui-ci est incurvé et cintré en partie supérieure et est agrémenté d'une bossette perforée sur l'un des côtés. Cette bossette servait peut-être à suspendre l'objet à la ceinture de son propriétaire. Le manche est richement sculpté en bas-relief des deux côtés : on observe une scène de bataille sur l'avant et le développement de thèmes mythologiques sur l'arrière (du côté où se trouve la bossette).

## Décor du manche

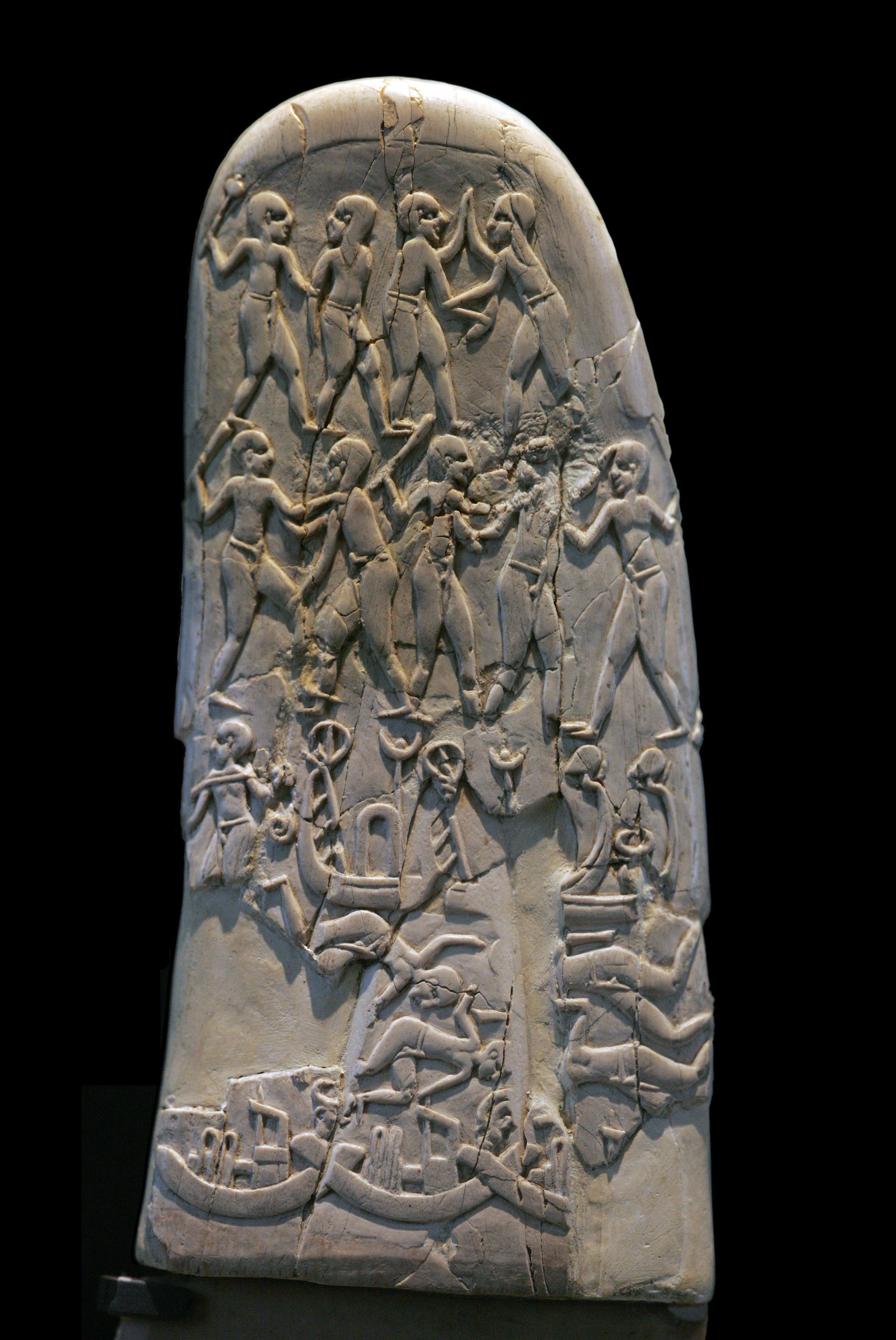
L'avant du manche
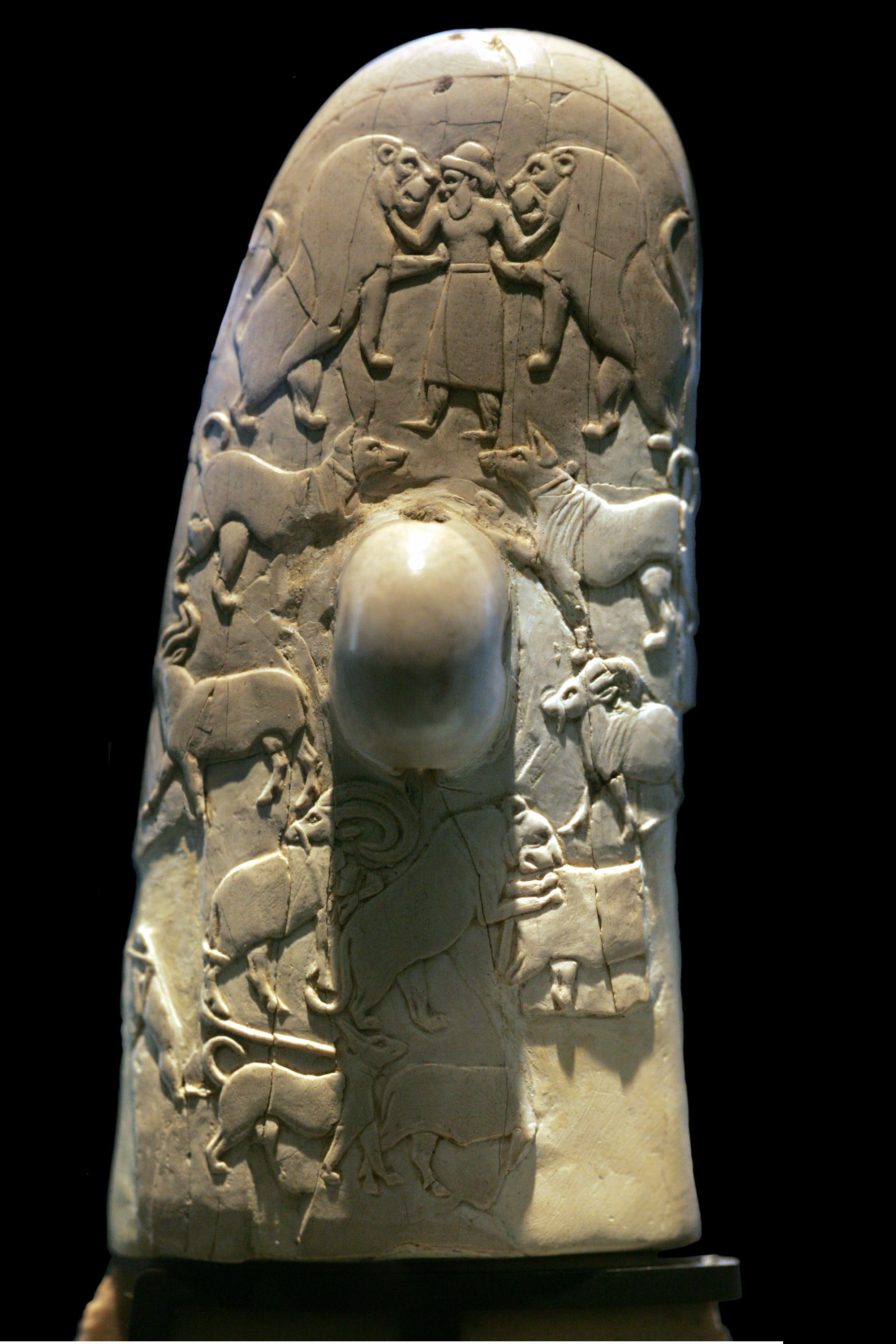
L'arrière du manche

La face avant possède un décor organisé en quatre registres. Les deux registres supérieurs figurent un combat entre deux groupes d'hommes, armés de massues, de matraques et de couteaux mais différenciés par leur chevelure : certains ont les cheveux longs, les autres très courts. Au troisième registre sont représentés deux types de longs bateaux à fond plat et à la poupe relevée. Au quatrième et dernier registre, on voit la déroute des vaincus, qui se noient dans des poses désarticulées. Cette scène a donné lieu à de nombreuses interprétations quant à l'identification de l'événement figuré : certains ont avancé qu'il s'agissait de l'unification du Nord et du Sud de l'Égypte, qui a effectivement eu lieu à la fin du IVe millénaire, avec la victoire de la Haute-Égypte sur la Basse-Égypte. Winkler a fait en 1948, un parallèle entre l'un des types de bateaux figuré sur le couteau et des représentations de bateaux que l'on trouve dans la glyptique d'Uruk en Orient : le combat illustrerait l'invasion de l'Égypte par les orientaux. Cependant, aucun élément ne permet de valider l'une ou l'autre de ces deux thèses. C'est, quoi qu'il en soit, une représentation symbolique de la victoire de l'ordre sur le chaos.
L'arrière de la poignée montre clairement une influence mésopotamienne, mettant en vedette le dieu El vêtu de vêtements mésopotamiens, flanqué de deux lions en position verticale symbolisant le matin et le soir et des étoiles avec la planète Vénus. Nicolas Grimal préfère ne pas spéculer sur l'identité de la figure, se référant à lui comme étant un « guerrier ».
Le couteau est exposé au musée du Louvre au sein du département des antiquités égyptiennes dans la salle consacrée à Nagada sous le numéro d'inventaire E 11517.

## Couteaux similaires
Dix-sept couteaux de cérémonie similaires, avec des manches décorés, sont aujourd'hui connus,,. Les plus connus sont :

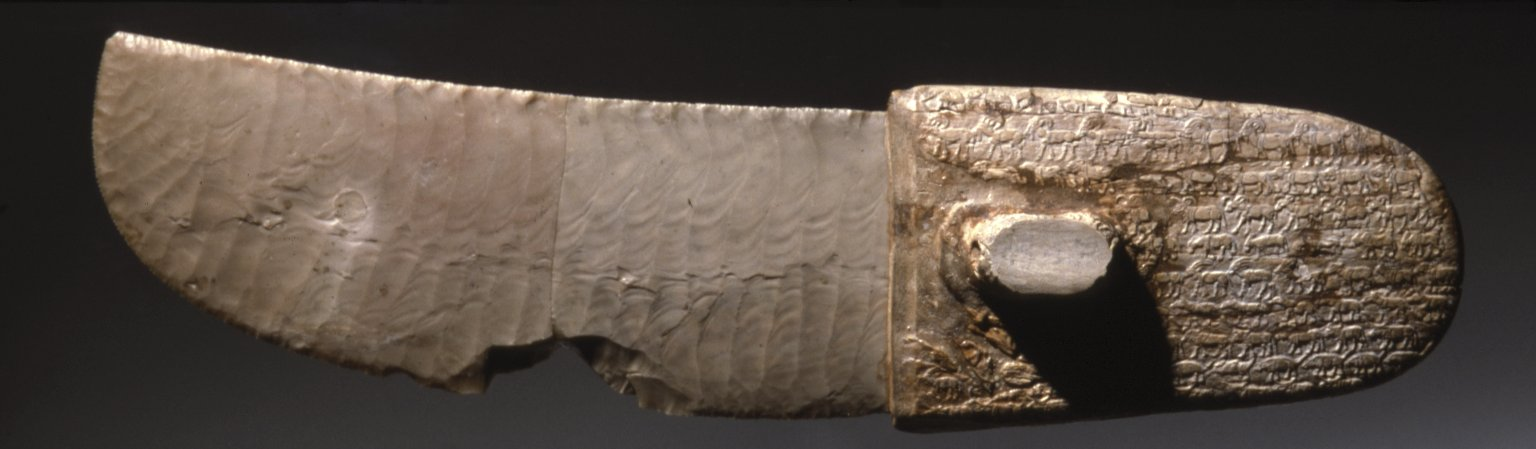
Le couteau rituel, datant de la période Naqada III, se trouvant actuellement au Brooklyn Museum.

- Le couteau rituel du Brooklyn Museum, découvert par Jacques de Morgan dans la Tombe 32 à Abu Zeidan près d'Edfou, d'une taille similaire au couteau du Gebel el-Arak. Le manche du couteau, en ivoire d'éléphant, est décoré de 227 animaux sculptés sur 10 registres sur les deux faces[10]. Les figures animales sont serrées les unes contre les autres et recouvrent entièrement la poignée. Elles représentent des animaux réels, tous représentés approximativement à la même taille et organisés en processions par espèces : éléphants (certains marchant sur des serpents), cigognes, lions, oryx et bovidés. D'autres animaux - moins communs - interrompent les processions : une girafe, un héron, un outarde et un chien poursuivant un oryx. Enfin, deux poissons-chats électriques sont représentés sur le bord extérieure de la poignée. La seule figure non-animale est une rosette, un symbole royal d'origine mésopotamienne observé sur des objets égyptiens de la période prédynastique et jusqu'à la Ire dynastie, comme la massue du roi Scorpion et la palette de Narmer[3].

- Le couteau Pitt-Rivers, acquis au milieu du XIXe siècle par le révérend G. Chester auprès d'un antiquaire qui prétendait l'avoir trouvé à Sheikh Hamada, près de Sohag en Haute-Égypte. Ce couteau date de la fin de la période prédynastique, entre 3300 et 3100 av. J.-C.[11] et est aujourd'hui exposé dans la galerie « Early Egypt » du British Museum, salle 64, sous le numéro de catalogue EA 68512[12]. La lame de ce couteau est pratiquement identique à celle du couteau du Gebel el-Arak, bien que légèrement plus grande[3]. L'iconographie du manche est similaire à celle du « couteau rituel », il comprend six rangées d'animaux sauvages sculptés en relief. Parmi ces animaux, on distingue des éléphants marchant sur des serpents, des cigognes, un héron, des lions suivis par un chien, du bétail à cornes courtes et à cornes longues, ce qui ressemble à des chacals, un ibis, un cerf, des bubales, des oryx et un mouflon à manchettes[13]. Des motifs similaires sont présents sur des poteries et sceaux en argile dans les complexes funéraires datant de la période prédynastique et des premières dynasties, en particulier à Abydos[3],[14].

Deux couteaux usés et ébréchés sont exposés au Metropolitan Museum of Art et au Musée d'archéologie nationale de Saint-Germain-en-Laye.
La similitude parfaite entre les lames de ces couteaux et celle du couteau du Gebel el-Arak a permis à D. L. Holmes d'avancer une thèse selon laquelle ces couteaux ont tous été produits par un nombre restreint d'artisans, travaillant dans des ateliers géographiquement proches, et se transmettant entre eux ces savoir-faire extrêmement spécifiques, de génération en génération.